# Amphineurus longi
Amphineurus longi là một loài ruồi trong họ Limoniidae. Chúng phân bố ở miền Australasia.